# Velká cena Kataru silničních motocyklů 2008

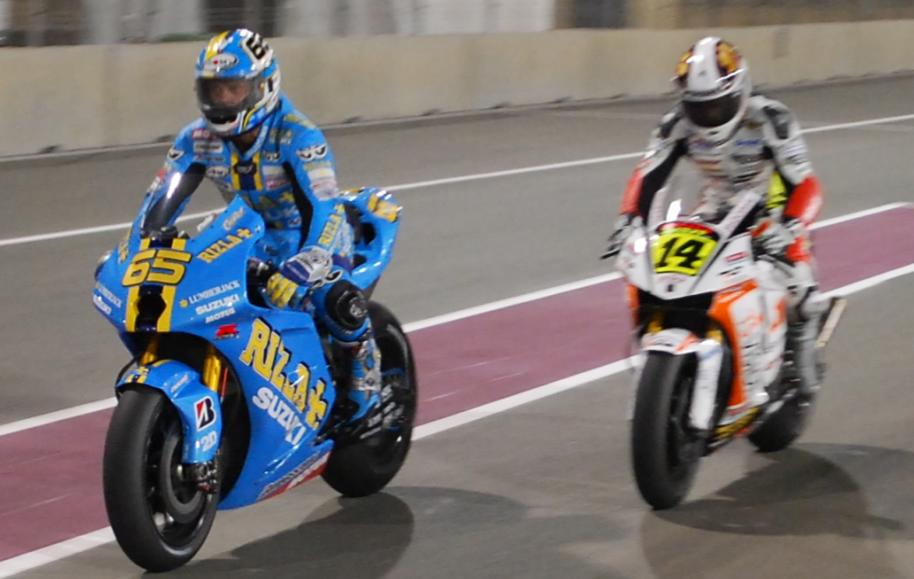
Randy de Puniet a Loris Capirossi během kvalifikace

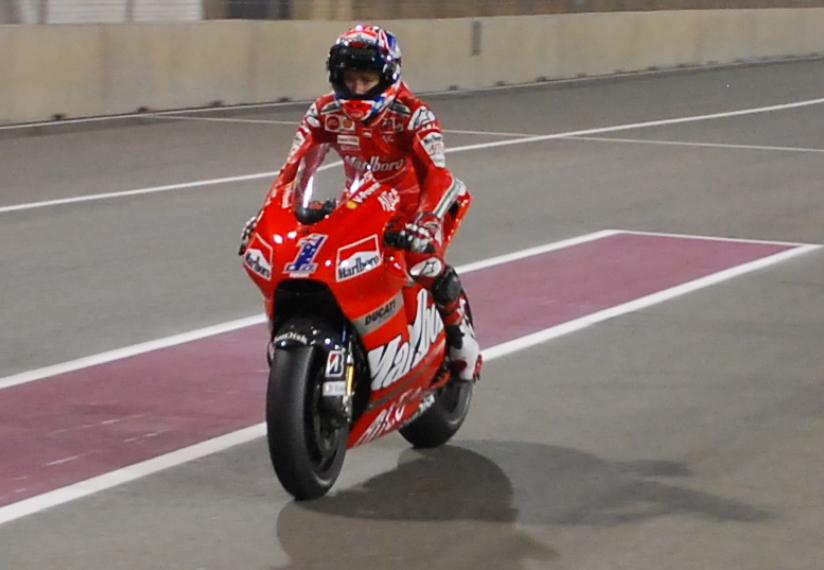
Casey Stoner během kvalifikace

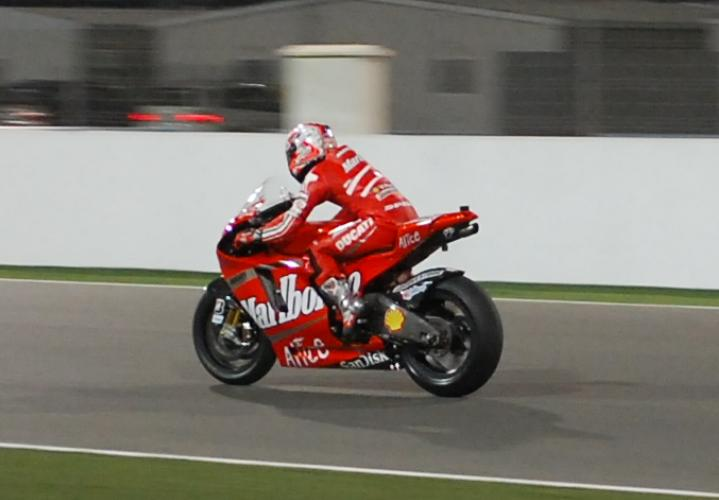
Marco Melandri během závodu

Velká cena Kataru 2008 byla zahajovacím závodem Mistrovství světa silničních motocyklů v roce 2008. Konala se ve dnech 7.–9. března na okruhu Losail International Circuit v katarském hlavním městě Dauhá. Do historie tento závod zapsal především tím, že se konal poprvé v noci za umělého osvětlení, závod třídy MotoGP se konal ve 23 hodin místního času.

## Moto GP
Podruhé v historii započala sezóna mistrovství světa na katarském okruhu Losail. Tentokrát se však jednalo o historicky první závod za umělého osvětlení v silničních motocyklech.
Před úvodním podnikem se uskutečnily oficiální IRTA testy, které vyvrcholily kvalifikací, kde jezdci měli bojovat o cenu v podobě vozu BMW. Testy byli rozloženy do volných tréninků, kvalifikace a posledního dnu testů. První den byl nejrychlejší Nicky Hayden s časem 1:39,200. Druhý den před kvalifikací zajel nejrychleji Casey Stoner 1:51,427. Trať ovlivnil déšť.
Poté následovala nejzajímavější část testů a to kvalifikace. Podmínky byly stejné jako v tréninku, se kterým se shodoval i vítěz a výherce BMW Casey Stoner s časem 1:49,263. Zkrácen byl třetí volný trénink do kterého nasedlo na své motocykly pouze pár jezdců. Pořadatelé ho ukončili kvůli silném větru. Nejrychlejší byl Randy de Puniet 1:55,568. Nicky Hayden zakončil testy v Jerezu stejným způsobem jako je začal, zajel nejrychlejší čas dne v hodnotě 1:38,848,což byl i nejrychlejší čas celého testu.
Než ovšem odstartovaly oficiální volné tréninky tak se jezdci sešli v Kataru při posledních IRTA testech. První noční test vyhrál Casey Stoner a ten druhý zase nováček Jorge Lorenzo. Sezóna závodů mistrovství světa MotoGP tak mohla začít. Daniel Pedrosa nastoupil do závodu se značným omezením. Při letošních testech v Sepangu si poranil pravou ruku.

### Kvalifikace
| *                                                | *                                                 | *                                               |
| _______1_______ Jorge Lorenzo Yamaha 1:53.927    |                                                   |                                                 |
|                                                  | _______2_______ James Toseland Yamaha 1:54.182    |                                                 |
|                                                  |                                                   | _______3_______ Colin Edwards Yamaha 1:54.499   |
| _______4_______ Casey Stoner Ducati 1:54.733     |                                                   |                                                 |
|                                                  | _______5_______ Randy de Puniet Honda 1:54.818    |                                                 |
|                                                  |                                                   | _______6_______ Nicky Hayden Honda 1:54.880     |
| _______7_______ Valentino Rossi Yamaha 1:55.133  |                                                   |                                                 |
|                                                  | _______8_______ Daniel Pedrosa Honda 1:55.170     |                                                 |
|                                                  |                                                   | _______9_______ Andrea Dovizioso Honda 1:55.185 |
| _______10_______ John Hopkins Kawasaki 1:55.263  |                                                   |                                                 |
|                                                  | _______11_______ Chris Vermeulen Suzuki 1:55.540  |                                                 |
|                                                  |                                                   | _______12_______ Alex de Angelis Honda 1:55.692 |
| _______13_______ Loris Capirossi Suzuki 1:56.070 |                                                   |                                                 |
|                                                  | _______14_______ Toni Elias Ducati 1:56.251       |                                                 |
|                                                  |                                                   | _______15_______ Shinya Nakano Honda 1:56.434   |
| _______16_______ Marco Melandri Ducati 1:56.730  |                                                   |                                                 |
|                                                  | _______17_______ Sylvain Guintoli Ducati 1:57.198 |                                                 |
|                                                  |                                                   | _______18_______ Anthony West Kawasaki 1:57.445 |
| ------------------------------------------------ | ------------------------------------------------- | ----------------------------------------------- |

### Výsledky závodu
| Pos | #  | Jezdec           | Stroj    | Kola | Čas       | Rošt | Body |
| --- | -- | ---------------- | -------- | ---- | --------- | ---- | ---- |
| 1   | 1  | Casey Stoner     | Ducati   | 22   | 42:36.587 | 4    | 25   |
| 2   | 48 | Jorge Lorenzo    | Yamaha   | 22   | +5.323    | 1    | 20   |
| 3   | 2  | Daniel Pedrosa   | Honda    | 22   | +10.600   | 8    | 16   |
| 4   | 34 | Andrea Dovizioso | Honda    | 22   | +13.288   | 9    | 13   |
| 5   | 46 | Valentino Rossi  | Yamaha   | 22   | +13.305   | 7    | 11   |
| 6   | 52 | James Toseland   | Yamaha   | 22   | +14.040   | 2    | 10   |
| 7   | 5  | Colin Edwards    | Yamaha   | 22   | +15.150   | 3    | 9    |
| 8   | 65 | Loris Capirossi  | Suzuki   | 22   | +32.505   | 13   | 8    |
| 9   | 14 | Randy de Puniet  | Honda    | 22   | +33.003   | 5    | 7    |
| 10  | 69 | Nicky Hayden     | Honda    | 22   | +38.354   | 6    | 6    |
| 11  | 33 | Marco Melandri   | Ducati   | 22   | +44.284   | 16   | 5    |
| 12  | 21 | John Hopkins     | Kawasaki | 22   | +49.857   | 10   | 4    |
| 13  | 56 | Shinya Nakano    | Honda    | 22   | +49.871   | 15   | 3    |
| 14  | 24 | Toni Elias       | Ducati   | 22   | +58.532   | 14   | 2    |
| 15  | 50 | Sylvain Guintoli | Ducati   | 22   | +58.930   | 17   | 1    |
| 16  | 13 | Anthony West     | Kawasaki | 22   | +1:05.643 | 18   |      |
| 17  | 7  | Chris Vermeulen  | Suzuki   | 21   | +1 kolo   | 11   |      |
| Ret | 15 | Alex de Angelis  | Honda    | 16   | Nehoda    | 12   |      |

### Zajímavosti
Sylvain Guintoli odjel v Kataru svou 100. velkou cenu v mistrovství světa. Shinya Nakano oslavil 150. start v mistrovství světa.
Nováček Jorge Lorenzo dokázal hned při svém prvním závodě v nejsilnější kubatuře dojet na stupně vítězů. To se podařilo naposled jeho krajanovi Pedrosovi v roce 2006 a Noriyuki Hagovi v roce 1998. Rovněž dokázal vybojovat pole-position při svém debutu. Před ním to dokázal Max Biaggi v roce 1998.

### Průběžná klasifikace jezdců a týmů
| Pos | #  | Jezdec           | Stroj  | Body |
| --- | -- | ---------------- | ------ | ---- |
| 1   | 1  | Casey Stoner     | Ducati | 25   |
| 2   | 48 | Jorge Lorenzo    | Yamaha | 20   |
| 3   | 2  | Daniel Pedrosa   | Honda  | 16   |
| 4   | 4  | Andrea Dovizioso | Honda  | 13   |
| 5   | 46 | Valentino Rossi  | Yamaha | 11   |
| 6   | 52 | James Toseland   | Yamaha | 10   |
| 7   | 5  | Colin Edwards    | Yamaha | 9    |
| 8   | 65 | Loris Capirossi  | Suzuki | 8    |
| 9   | 14 | Randy de Puniet  | Honda  | 7    |
| 10  | 69 | Nicky Hayden     | Honda  | 6    |

| Pos | Tým                     | Továrna  | Body |
| --- | ----------------------- | -------- | ---- |
| 1   | Fiat Yamaha Team        | Yamaha   | 31   |
| 2   | Marlboro Ducati Team    | Ducati   | 30   |
| 3   | Repsol Honda Team       | Honda    | 22   |
| 4   | Team 3 Yamaha           | Yamaha   | 19   |
| 5   | JiR Team Scot MotoGP    | Honda    | 13   |
| 6   | Rizla Suzuki MotoGP     | Suzuki   | 8    |
| 7   | LCR Honda MotoGP        | Honda    | 7    |
| 8   | Kawasaki Racing Team    | Kawasaki | 4    |
| 9   | San Carlo Honda Gresini | Honda    | 3    |
| 10  | Alice Team              | Ducati   | 3    |

## 250cc

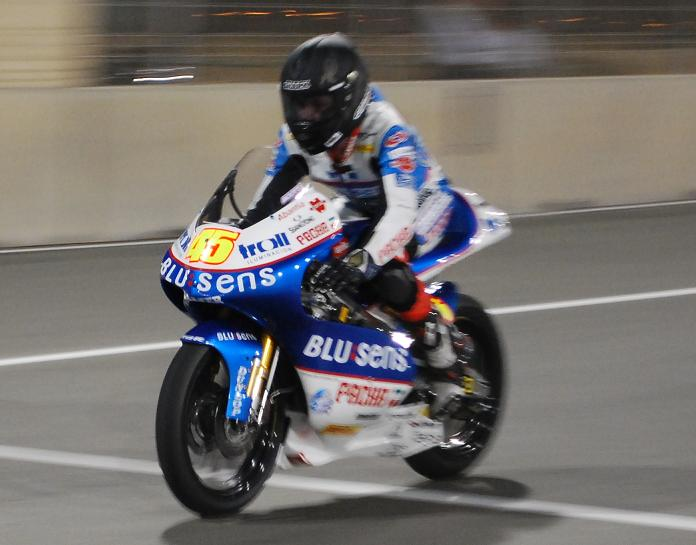
Eugene Laverty během závodu

### Kvalifikace
| *                                                | *                                                  | *                                                   | *                                                |
| _______1_______ Alex Debon Aprilia 1:59.470      |                                                    |                                                     |                                                  |
|                                                  | _______2_______ Hector Barbera Aprilia 1:59.629    |                                                     |                                                  |
|                                                  |                                                    | _______3_______ Alvaro Bautista Aprilia 1:59.694    |                                                  |
|                                                  |                                                    |                                                     | _______4_______ Mika Kallio KTM 1:59.814         |
| _______5_______ Mattia Pasini Aprilia 1:59.863   |                                                    |                                                     |                                                  |
|                                                  | _______6_______ Marco Simoncelli Gilera 1:59.911   |                                                     |                                                  |
|                                                  |                                                    | _______7_______ Thomas Lüthi Aprilia 2:00.108       |                                                  |
|                                                  |                                                    |                                                     | _______8_______ Yuki Takahashi Honda 2:00.326    |
| _______9_______ Aleix Espargaro Aprilia 2:00.365 |                                                    |                                                     |                                                  |
|                                                  | _______10_______ Roberto Locatelli Gilera 2:00.403 |                                                     |                                                  |
|                                                  |                                                    | _______11_______ Karel Abraham Aprilia 2:00.517     |                                                  |
|                                                  |                                                    |                                                     | _______12_______ Hiroshi Aoyama KTM 2:00.609     |
| _______13_______ Fabrizio Lai Gilera 2:00.854    |                                                    |                                                     |                                                  |
|                                                  | _______14_______ Julian Simon KTM 2:00.975         |                                                     |                                                  |
|                                                  |                                                    | _______15_______ Hector Faubel Aprilia 2:00.998     |                                                  |
|                                                  |                                                    |                                                     | _______16_______ Lukáš Pešek Aprilia 2:01.000    |
| _______17_______ Alex Baldolini Aprilia 2:01.149 |                                                    |                                                     |                                                  |
|                                                  | _______18_______ Manuel Poggiali Gilera 2:01.391   |                                                     |                                                  |
|                                                  |                                                    | _______19_______ Ratthapark Wilairot Honda 2:01.487 |                                                  |
|                                                  |                                                    |                                                     | _______20_______ Eugene Laverty Aprilia 2:02.482 |
| _______21_______ Imre Toth Aprilia 2:03.538      |                                                    |                                                     |                                                  |
|                                                  | _______22_______ Manuel Hernandez Aprilia 2:03.703 |                                                     |                                                  |
|                                                  |                                                    | _______23_______ Doni Tata Pradita Yamaha 2:05.343  |                                                  |
| ------------------------------------------------ | -------------------------------------------------- | --------------------------------------------------- | ------------------------------------------------ |

### Výsledky závodu
| Pos | #  | Jezdec              | Stroj   | Kola | Čas        | Rošt | Body |
| --- | -- | ------------------- | ------- | ---- | ---------- | ---- | ---- |
| 1   | 75 | Mattia Pasini       | Aprilia | 20   | +40:16.202 | 5    | 25   |
| 2   | 21 | Hector Barbera      | Aprilia | 20   | +0.557     | 2    | 20   |
| 3   | 36 | Mika Kallio         | KTM     | 20   | +1.029     | 4    | 16   |
| 4   | 6  | Alex Debon          | Aprilia | 20   | +1.418     | 1    | 13   |
| 5   | 72 | Yuki Takahashi      | Honda   | 20   | +12.944    | 8    | 11   |
| 6   | 19 | Alvaro Bautista     | Aprilia | 20   | +14.480    | 3    | 10   |
| 7   | 17 | Karel Abraham       | Aprilia | 20   | +16.721    | 11   | 9    |
| 8   | 15 | Roberto Locatelli   | Gilera  | 20   | +18.987    | 10   | 8    |
| 9   | 41 | Aleix Espargaro     | Aprilia | 20   | +32.232    | 9    | 7    |
| 10  | 55 | Hector Faubel       | Aprilia | 20   | +41.102    | 15   | 6    |
| 11  | 60 | Julian Simon        | KTM     | 20   | +41.457    | 14   | 5    |
| 12  | 32 | Fabrizio Lai        | Gilera  | 20   | +41.694    | 13   | 4    |
| 13  | 14 | Ratthapark Wilairot | Honda   | 20   | +43.192    | 19   | 3    |
| 14  | 54 | Manuel Poggiali     | Gilera  | 20   | +44.228    | 18   | 2    |
| 15  | 12 | Thomas Lüthi        | Aprilia | 20   | +48.760    | 7    | 1    |
| 16  | 4  | Hiroshi Aoyama      | KTM     | 20   | +1:11.031  | 12   |      |
| 17  | 45 | Doni Tata Pradita   | Yamaha  | 20   | +2:05.461  | 23   |      |
| Ret | 25 | Alex Baldolini      | Aprilia | 14   | Porucha    | 17   |      |
| Ret | 52 | Lukáš Pešek         | Aprilia | 12   | Nehoda     | 16   |      |
| Ret | 58 | Marco Simoncelli    | Gilera  | 7    | Nehoda     | 6    |      |
| Ret | 10 | Imre Toth           | Aprilia | 4    | Porucha    | 21   |      |
| Ret | 43 | Manuel Hernandez    | Aprilia | 0    | Kolize     | 22   |      |
| Ret | 50 | Eugene Laverty      | Aprilia | 0    | Kolize     | 20   |      |

### Průběžná klasifikace jezdců a továren
| Pos | #  | Jezdec            | Stroj   | Body |
| --- | -- | ----------------- | ------- | ---- |
| 1   | 75 | Mattia Pasini     | Aprilia | 25   |
| 2   | 21 | Hector Barbera    | Aprilia | 20   |
| 3   | 36 | Mika Kallio       | KTM     | 16   |
| 4   | 6  | Alex Debon        | Aprilia | 13   |
| 5   | 72 | Yuki Takahashi    | Honda   | 11   |
| 6   | 19 | Alvaro Bautista   | Aprilia | 10   |
| 7   | 17 | Karel Abraham     | Aprilia | 9    |
| 8   | 15 | Roberto Locatelli | Gilera  | 8    |
| 9   | 41 | Aleix Espargaro   | Aprilia | 7    |
| 10  | 55 | Hector Faubel     | Aprilia | 6    |

| Pos | Továrna | Body |
| --- | ------- | ---- |
| 1   | Aprilia | 25   |
| 2   | KTM     | 16   |
| 3   | Honda   | 11   |
| 4   | Gilera  | 8    |

## 125cc

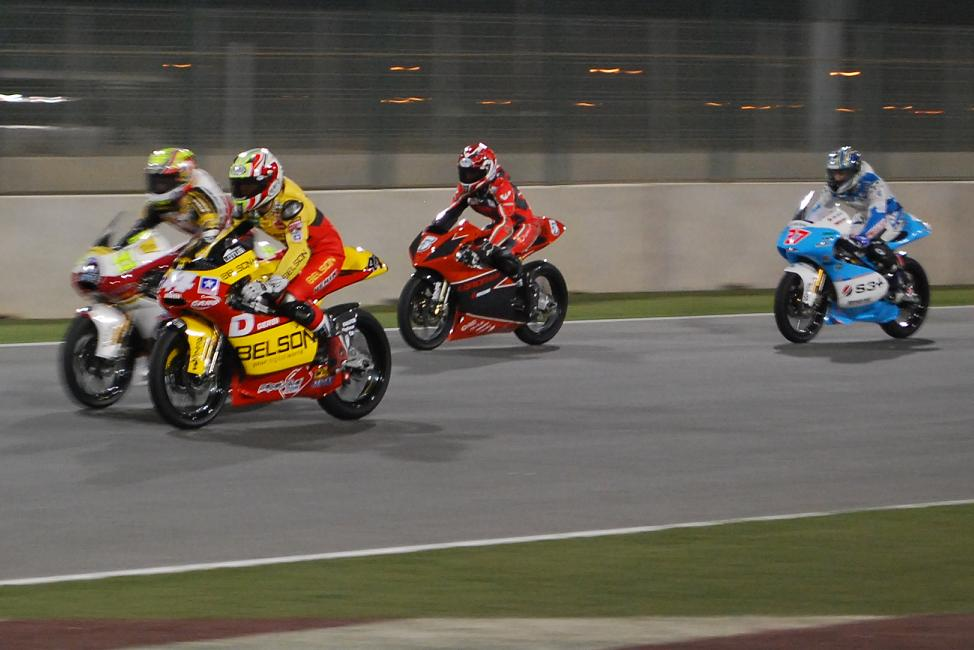
Ze závodu třídy 125cc

### Kvalifikace
| *                                                     | *                                                  | *                                                  | *                                                  |
| _______1_______ Bradley Smith Aprilia 2:05.242        |                                                    |                                                    |                                                    |
|                                                       | _______2_______ Gábor Talmácsi Aprilia 2:05.308    |                                                    |                                                    |
|                                                       |                                                    | _______3_______ Mike Di Meglio Derbi 2:05.351      |                                                    |
|                                                       |                                                    |                                                    | _______4_______ Scott Redding Aprilia 2:05.545     |
| _______5_______ Danny Webb Aprilia 2:05.593           |                                                    |                                                    |                                                    |
|                                                       | _______6_______ Raffaele de Rosa KTM 2:05.618      |                                                    |                                                    |
|                                                       |                                                    | _______7_______ Nicolas Terol Aprilia 2:05.833     |                                                    |
|                                                       |                                                    |                                                    | _______8_______ Sergio Gadea Aprilia 2:05.953      |
| _______9_______ Joan Olive Derbi 2:06.074             |                                                    |                                                    |                                                    |
|                                                       | _______10_______ Simone Corsi Aprilia 2:06.096     |                                                    |                                                    |
|                                                       |                                                    | _______11_______ Esteve Rabat KTM 2:06.132         |                                                    |
|                                                       |                                                    |                                                    | _______12_______ Stefano Bianco Aprilia 2:06.205   |
| _______13_______ Sandro Cortese Aprilia 2:06.218      |                                                    |                                                    |                                                    |
|                                                       | _______14_______ Stevie Bonsey Aprilia 2:06.329    |                                                    |                                                    |
|                                                       |                                                    | _______15_______ Stefan Bradl Aprilia 2:06.347     |                                                    |
|                                                       |                                                    |                                                    | _______16_______ Pablo Nieto KTM 2:06.380          |
| _______17_______ Andrea Iannone Aprilia 2:06.388      |                                                    |                                                    |                                                    |
|                                                       | _______18_______ Pol Espargaro Derbi 2:06.402      |                                                    |                                                    |
|                                                       |                                                    | _______19_______ Efren Vazquez Aprilia 2:06.477    |                                                    |
|                                                       |                                                    |                                                    | _______20_______ Dominique Aegerter Derbi 2:06.585 |
| _______21_______ Tomoyoshi Koyama KTM 2:06.702        |                                                    |                                                    |                                                    |
|                                                       | _______22_______ Michael Ranseder Aprilia 2:06.787 |                                                    |                                                    |
|                                                       |                                                    | _______23_______ Takaaki Nakagami Aprilia 2:07.016 |                                                    |
|                                                       |                                                    |                                                    | _______24_______ Lorenzo Zanetti KTM 2:07.338      |
| _______25_______ Randy Krummenacher KTM 2:07.603      |                                                    |                                                    |                                                    |
|                                                       | _______26_______ Pere Tutusaus Aprilia 2:07.605    |                                                    |                                                    |
|                                                       |                                                    | _______27_______ Robin Lasser Aprilia 2:08.000     |                                                    |
|                                                       |                                                    |                                                    | _______28_______ Alexis Masbou Loncin 2:08.381     |
| _______29_______ Hugo van den Berg Aprilia 2:08.502   |                                                    |                                                    |                                                    |
|                                                       | _______30_______ Jules Cluzel Loncin 2:08.769      |                                                    |                                                    |
|                                                       |                                                    | _______31_______ Robert Muresan Aprilia 2:09.257   |                                                    |
|                                                       |                                                    |                                                    | _______32_______ Dino Lombardi Aprilia 2:09.632    |
| _______33_______ Roberto Lacalendola Aprilia 2:09.827 |                                                    |                                                    |                                                    |
|                                                       | _______34_______ Louis Rossi Honda 2:10.153        |                                                    |                                                    |
| ----------------------------------------------------- | -------------------------------------------------- | -------------------------------------------------- | -------------------------------------------------- |

### Výsledky závodu
| Pos | #  | Jezdec              | Stroj   | Kola | Čas        | Rošt | Body |
| --- | -- | ------------------- | ------- | ---- | ---------- | ---- | ---- |
| 1   | 33 | Sergio Gadea        | Aprilia | 18   | +38:09.444 | 8    | 25   |
| 2   | 6  | Joan Olive          | Derbi   | 18   | +0.932     | 9    | 20   |
| 3   | 17 | Stefan Bradl        | Aprilia | 18   | +1.660     | 15   | 16   |
| 4   | 63 | Mike Di Meglio      | Derbi   | 18   | +1.771     | 3    | 13   |
| 5   | 45 | Scott Redding       | Aprilia | 18   | +1.819     | 4    | 11   |
| 6   | 99 | Danny Webb          | Aprilia | 18   | +7.689     | 5    | 10   |
| 7   | 24 | Simone Corsi        | Aprilia | 18   | +8.684     | 10   | 9    |
| 8   | 44 | Pol Espargaro       | Derbi   | 18   | +8.693     | 18   | 8    |
| 9   | 7  | Efren Vazquez       | Aprilia | 18   | +9.054     | 19   | 7    |
| 10  | 18 | Nicolas Terol       | Aprilia | 18   | +10.902    | 7    | 6    |
| 11  | 11 | Sandro Cortese      | Aprilia | 18   | +10.945    | 13   | 5    |
| 12  | 1  | Gábor Talmácsi      | Aprilia | 18   | +12.618    | 2    | 4    |
| 13  | 27 | Stefano Bianco      | Aprilia | 18   | +12.709    | 12   | 3    |
| 14  | 29 | Andrea Iannone      | Aprilia | 18   | +20.086    | 17   | 2    |
| 15  | 60 | Michael Ranseder    | Aprilia | 18   | +23.575    | 22   | 1    |
| 16  | 38 | Bradley Smith       | Aprilia | 18   | +23.890    | 1    |      |
| 17  | 77 | Dominique Aegerter  | Derbi   | 18   | +29.406    | 20   |      |
| 18  | 22 | Pablo Nieto         | KTM     | 18   | +32.891    | 16   |      |
| 19  | 73 | Takaaki Nakagami    | Aprilia | 18   | +33.346    | 23   |      |
| 20  | 30 | Pere Tutusaus       | Aprilia | 18   | +33.649    | 26   |      |
| 21  | 8  | Lorenzo Zanetti     | KTM     | 18   | +36.696    | 24   |      |
| 22  | 34 | Randy Krummenacher  | KTM     | 18   | +36.754    | 25   |      |
| 23  | 21 | Robin Lasser        | Aprilia | 18   | +45.317    | 27   |      |
| 24  | 12 | Esteve Rabat        | KTM     | 18   | +56.440    | 11   |      |
| 25  | 69 | Louis Rossi         | Honda   | 18   | +1:14.502  | 34   |      |
| Ret | 35 | Raffaele de Rosa    | KTM     | 15   | Nehoda     | 6    |      |
| Ret | 13 | Dino Lombardi       | Aprilia | 11   | Nehoda     | 32   |      |
| Ret | 56 | Hugo van den Berg   | Aprilia | 10   | Nehoda     | 29   |      |
| Ret | 71 | Tomoyoshi Koyama    | KTM     | 8    | Nehoda     | 21   |      |
| Ret | 51 | Stevie Bonsey       | Aprilia | 5    | Nehoda     | 14   |      |
| Ret | 16 | Jules Cluzel        | Loncin  | 4    | Nehoda     | 30   |      |
| Ret | 5  | Alexis Masbou       | Loncin  | 1    | Porucha    | 28   |      |
| Ret | 19 | Roberto Lacalendola | Aprilia | 1    | Porucha    | 33   |      |
| Ret | 95 | Robert Muresan      | Aprilia | 0    | Porucha    | 31   |      |

### Průběžná klasifikace jezdců a továren
| Pos | #  | Jezdec         | Stroj   | Body |
| --- | -- | -------------- | ------- | ---- |
| 1   | 33 | Sergio Gadea   | Aprilia | 25   |
| 2   | 6  | Joan Olive     | Derbi   | 20   |
| 3   | 17 | Stefan Bradl   | Aprilia | 16   |
| 4   | 63 | Mike Di Meglio | Derbi   | 13   |
| 5   | 45 | Scott Redding  | Aprilia | 11   |
| 6   | 99 | Danny Webb     | Aprilia | 10   |
| 7   | 24 | Simone Corsi   | Aprilia | 9    |
| 8   | 44 | Pol Espargaro  | Derbi   | 8    |
| 9   | 7  | Efren Vazquez  | Aprilia | 7    |
| 10  | 18 | Nicolas Terol  | Aprilia | 6    |

| Pos | Továrna | Body |
| --- | ------- | ---- |
| 1   | Aprilia | 25   |
| 2   | Derbi   | 20   |